# Jacques Hélian
Jacques Hélian (* als Jacques Mikaël Der Mikaëlian 7. Juni 1912 in Paris; † 29. Juni 1986 ebenda) war ein französischer Orchesterleiter, Arrangeur und Saxophonist.

## Leben und Wirken
Hélian war der Sohn eines armenischen Vaters und einer französischen Mutter. Sein Bruder Georges war auch Arrangeur und Komponist, seine Schwester Marcelle heiratete Raymond Legrand. Zunächst ging er auf eine Zahnarztschule, wandte sich dann aber unter dem Einfluss von Legrand der Musik zu und lernte Saxophon. Seinen Namen Hélian nahm er bei seinem ersten Engagement im Orchester von Roland Dorsay an. Ab 1934 war er im Orchester von Legrand (das sich ohne Legrand Vagabonds musicaux und danach Vagabonds du Jazz nannte). Im April 1936 kam er zum Orchester von Jo Bouillon und im September zu dem von Ray Ventura. 1940 bis 1943 war er in deutscher Kriegsgefangenschaft. 1944 gründete er nach der Befreiung sein eigenes Orchester, und der Titel Fleur de Paris wurde ein großer Erfolg, ein Symbol und Hymne der Befreiung und Erkennungsmelodie des Orchesters (Text Maurice Vandair, Musik Henri Bourtayre). In der zweiten Hälfte der vierziger Jahre war sein Orchester sehr erfolgreich und nahm viele Chansons für Columbia auf (wie C’est si bon 1948, Maître Pierre des Komponisten Henri Betti). Hélian wurde im Radio übertragen und unternahm Tourneen. Sänger des Orchesters waren damals Francine Claudel, Zappy Max, Jo Charrier und Ginette Garcin und insbesondere Jean Marco (der 1948 C'est ci bon erstmals im Radio sang, im selben Jahr auch Les Sœurs Étienne mit dem Orchester Legrand). Ab 1949 trat das Vokaltrio Les Hélianes mit dem Orchester auf (Claude Évelyne, Nadine Young, Rita Castel). 1951 erhielt Hélian mit seinem Orchester die zweite goldene Schallplatte (Disque d’Or) überhaupt (nach Tino Rossi), für Étoile des neiges.
1950 trat er mit seinem Orchester im Film  Pigalle-Saint Germain des Prés auf und es folgten weitere Filme. Der noch unbekannte Jacques Brel trat bei einem Konzert in Brüssel an Hélian heran, der ein Chanson von ihm ins Repertoire aufnahm. 1956 spielten sie das erste Mal Rock ’n’ Roll (eine Version von Rock Around the Clock von Bill Haley im Swing-Stil als  Toutes les heures qui sonnent mit dem Sänger Lou Darley). In dieser Zeit verdrängte der Rock die großen Orchester und auch Hélian gab 1957 sein Orchester auf.  Hélian stellte zwar ein neues Orchester auf, das aber nicht ständig spielte, sondern nur für Plattenaufnahmen zusammengerufen wurde. 1979 löste er auch dieses Orchester auf. Er veröffentlichte 1984 ein rückschauendes Buch über Big Bands in Frankreich.
Hélians Orchester ist in mehreren Filmen zu sehen, so in Pigalle-Saint-Germain-des-Prés (1950), in dem sich ein Bigband-Leiter des Swing an die neuen Musikströmungen in den Jazzkellern von Saint-Germain-de-Près anpasst und einen eigenen Club gründet.